# Нэмме, Август Андреевич
Август Андреевич Нэмме (6 [19] октября 1900, Вольмар, Лифляндская губерния — 3 мая 1969, Москва) — советский военачальник, участник Гражданской войны, конфликта на Китайско-Восточной железной дороге, Гражданской войны в Испании, Великой Отечественной войны, генерал-майор танковых войск (1943).

## Биография
Август Нэмме родился 6 (19) октября 1900 года в рабочей семье в городе Вольмар Вольмарского уезда Лифляндской губернии, (ныне город Валмиера, Латвия). Латыш.
В 1913 году окончил 3-классную сельскую школу.

### Служба в армии
15 октября 1918 добровольно вступил в Рабоче-крестьянскую Красную Армию, красноармеец 1-го Советского притивосамолетного дивизиона.
Участвовал в Гражданской войне. С 10 августа 1919 года — красноармеец телефонист 6-го легкого артиллерийского дивизиона. В составе 1-й латышской стрелковой дивизии воевал до сентября 1919 года на Западном фронте, затем на Южном фронте. В одном из боев был контужен в голову.
С 4 ноября 1919 года — красноармеец телефонист 8-й легкой артиллерийской батареи 8-го Латышского стрелкового полка, с 20 мая 1920 года — помощник начальника связи 8-го легко-артиллерийского дивизиона 8-го латышского стрелкового полка 21-й стрелковой дивизии.
С 11 ноября 1921 года — в распоряжении роты запаса командного состава. С 24 ноября 1922 года — курсант Московской артиллерийской школы им. Красина. С 21 сентября 1924 года — курсант Тверской кавалерийской школы им. тов. Троцкого, которую окончил в 1927 году.
В 1927 году вступил в ВКП(б).
С 1 сентября 1927 года — командир взвода 55-го кавалерийского полка 14-й Майкопской кавалерийской дивизии.
С 20 января 1930 года — командир взвода 74-го кавалерийского полка 5-й отдельной Кубанской кавалерийской бригады. В 1929—1930 годах в составе 5-й отдельной Кубанской кавалерийской бригады участвовал в боях на Китайско-Восточной железной дороге в Маньчжурии.
С 6 февраля 1930 года — слушатель Бронетанковых курсов усовершенствования и переподготовки командного состава РККА имени тов. Бубнова в городе Ленинграде, которые окончил в 1931 году.
С 25 мая 1931 года — командир автоброневзвода 1-го батальона 1-й мехбригады им. Калиновского. С 20 февраля 1932 года — командир, с 26 мая 1932 года — политрук 4-й резервной роты 1-го батальона 1-й мехбригады. В 1933 году окончил вечерний Командный ВУЗ 2-й степени при 1-й мехбригаде им. Калиновского. С 14 февраля 1934 года — врид помощника начальника штаба 1-го батальона 1-й мехбригады. С 11 июля 1934 года — начальник штаба разведбатальона 1-й мехбригады.
С ноября 1934 года — слушатель Разведкурсов при 4-м Управлении РККА.
С августа 1935 года — помощник начальника 2-го отделения Управления 5-го мехкорпуса.
25 декабря 1935 года присвоено звание капитана.
Участвовал в национально-революционной войне в Испании с 1937 года по 1938 год в качестве начальника штаба танкового полка республиканской армии.
После возвращения из Испании продолжил службу в танковых войсках Красной Армии. С 14 марта 1939 года — помощник начальника штаба 37-й отдельной танковой бригады Московский военный округ.
С 8 января 1940 года — командир 4-го легкотанкового полка.
10 сентября 1940 года назначен помощником командира 44-й легкотанковой бригады по строевой части.
С 12 марта 1941 года в звании полковника назначен заместителем командира по строевой части 25-й танковой дивизии 13-го механизированного корпуса 10-й армии Западного особого военного округа.

### В Великую Отечественную войну
Начало Великой Отечественной войны встретил в прежней должности. С началом Великой Отечественной войны в составе 13-го механизированного корпуса Западного фронта участвовал в приграничном сражении.
Воевал на Западном фронте. До июля 1941 года был заместителем командира по строевой части 25-й танковой дивизии, затем — заместителем командира по строевой части 14-й танковой дивизии 7-го механизированного корпуса, участвовал в боях в направлении Витебск, Сенно, Рудня, Лиозно, Смоленск и Ярцево, был в окружении.
С октября 1941 года был в распоряжении командующего бронетанковыми войсками по особым поручениям Южного и Юго-Западного фронтов.
С октября 1941 года находился в должности Заместителя начальника Сталинградского военного танкового училища.
С 9 апреля 1942 года по 28 мая 1942 года — командир 117-й танковой бригады.
С 28 мая 1942 года по 3 октября 1942 года — командир 174-й танковой бригады, которую формировал в Сталинградском АБТЦ. К 21 июня бригада прибыла в район города Воронеж и включена в состав 17-го танкового корпуса Брянского фронта, затем воевала в составе танковой группы генерал-лейтенанта танковых войск Я. Н. Федоренко и 40-й армии в районе посёлка Горшечное Курская область, с 14 июля — в южной группе 40-й армии под Воронежем, а с 25 июля — в составе войск 60-й армии.
С 3 октября 1942 года по 23 января 1943 года — командир 144-й танковой бригады, полковник (Приказ НКО № 06335 от 12.10.1942 года).
24 января 1943 года назначен командиром 3-й учебной танковой бригадой Московский военный округ. 15.12.1943 за хорошую работу по подготовке танковых экипажей для фронта он был награждён орденом Отечественной войны 2-й степени.

### После войны
После войны продолжал командовать бригадой.
С 20 марта 1948 года слушатель ВАК при Высшей военной академии имени К. Е. Ворошилова, которые окончил в марте 1948 года.
С 8 мая 1948 года зам. по учебной части АКУКОС Военной ордена Ленина академии бронетанковых и механизированных войск Красной Армии имени И. В. Сталина.
С 26 августа 1949 года командир 15-й танковой дивизии Туркестанского военного округа.
Приказом МО СССР № 0524 от 27.01.1954 года уволен в запас по ст. 59 б. Проживал в Москве.
Август Андреевич Нэмме умер 3 мая 1969 года. Похоронен на Введенском кладбище, ныне в муниципальном округе Лефортово Юго-Восточного административного округа города Москвы.

## Награды
- Орден Ленина, 21 февраля 1945 года[7][8][9];
- Орден Красного Знамени, трижды: 28 октября 1937 года[10], 3 ноября 1944 года[11][12], 20 июня 1949 года[13];
- Орден Отечественной войны II степени, 15 декабря 1943 года[14][15];
- Орден Красной Звезды, 2 марта 1938 года[16];
- Медаль «За боевые заслуги», 3 ноября 1944 года;
- Юбилейная медаль «XX лет Рабоче-Крестьянской Красной Армии», 1938 год[17];
- Медаль «За оборону Кавказа»;
- Медаль «За победу над Германией в Великой Отечественной войне 1941-1945 гг.»;
- Юбилейная медаль «30 лет Советской Армии и Флота»[17];
- Юбилейная медаль «40 лет Вооружённых Сил СССР»;
- Юбилейная медаль «50 лет Вооружённых Сил СССР».

## Воинские звания
- капитан (25.12.1935),
- майор,
- полковник (1939),
- генерал-майор танковых войск (Пост. СНК № 1387 от 15.12.1943)[17].

## Память
- Имя воина увековечено в Главном Храме Вооружённых сил России и на мемориале «Дорога памяти»[17][18].

## Семья
Жена Елизавета Петровна (1904—1986).